# Boudewijn de Geer
Boudewijn Ernst de Geer (L'Aia, 24 giugno 1955 – L'Aia, 27 aprile 2024) è stato un calciatore olandese.

## Biografia
Nipote di Dirk Jan de Geer, primo ministro dei Paesi Bassi, Boudewijn de Geer nacque a L'Aia il 24 giugno 1955.
Giocò per Den Haag, Haarlem, Molde, Lillestrøm, Hércules, De Graafschap e Brisbane Lions.
Morì a L'Aia il 27 aprile 2024 all'età di 68 anni. Anche suo figlio, Mike de Geer, divenne un calciatore.